# Лавриненко, Алексей Фёдорович
 Алексей Федорович Лавриненко  (род. 20 августа 1955, Николина Балка, Ставропольский край) — российский государственный и политический деятель. Депутат Государственной Думы Федерального собрания Российской Федерации VII и VIII созыва, заместитель председателя комитета Госдумы по аграрным вопросам в VII созыве (с 18 сентября 2016 года). В VIII созыве — член комитета Госдумы по аграрным вопросам.
За нарушение территориальной целостности Украины во время российско-украинской войны находится под персональными международными санкциями всех стран Европейского союза, Великобритании, США, Канады, Швейцарии, Австралии,  Японии, Украины, Новой Зеландии.

## Биография
В 1977 году получил высшее образование по специальности «Ветеринарный врач» окончив Ставропольский сельскохозяйственный институт.
С 1977 по 1989 год работал в колхозе «Заветы Ленина» в Петровском районе ветеринарным врачом.
С 1989 по 1996 год работал в колхозе имени И. Р. Апанасенко в селе Дербетовка главным ветеринарным врачом колхоза.
В 1996 году был избран председателем колхоза, позже переименованного в сельскохозяйственный производственный кооператив.
Под руководством Лавриненко СПК занимался решением социальных вопросов села — участвовал в строительстве дорог, детских площадок, был отремонтирован заброшенный детский сад.
Работал председателем до избрания в Государственную Думу.
С 2013 г. — сопредседатель регионального штаба Общероссийского народного фронта в Ставропольском крае.
В 2016 году баллотировался от партии «Единая Россия» в Госдуму, по итогам распределения мандатов избран депутатом Государственной Думы VII созыва.

## Законотворческая деятельность
С 2016 по 2019 год, в течение исполнения полномочий депутата Государственной Думы VII созыва, выступил соавтором 11 законодательных инициатив и поправок к проектам федеральных законов.

## Международные санкции
Из-за нарушения территориальной целостности и независимости Украины во время российско-украинской войны находится под персональными международными санкциями разных стран.
23 февраля 2022 года внесён в санкционные списки стран Евросоюза за действия и политику, которые подрывают территориальную целостность, суверенитет и независимость Украины и еще больше дестабилизируют Украину.
24 февраля 2022 года включён в санкционный список Канады «близких соратников режима» за голосование о признании независимости «так называемых республик в Донецке и Луганске».
24 марта 2022 года, на фоне вторжения России на Украину, включён в санкционный список США за «соучастие в войне Путина» и «поддержку усилий Кремля по вторжению в Украину», Госдеп США заявил что депутаты Госдумы используют свои полномочия для преследования инакомыслящих и политических оппонентов, нарушают свободу информации, ограничивают права человека и основные свободы граждан России.
По аналогичным причинам, с 25 февраля 2022 года находится под санкциями Швейцарии. С 26 февраля 2022 года находится под санкциями Австралии. С 11 марта 2022 года находится под санкциями Великобритании. С 18 марта 2022 года находится под санкциями Новой Зеландии. С 12 апреля 2022 под персональными санкциями Японии. Указом президента Украины Владимира Зеленского с 7 сентября 2022 года находится под санкциями Украины.

## Награды
- Почетное звание «Заслуженный работник сельского хозяйства Российской Федерации»
- Звание «Заслуженный работник сельского хозяйства Апанасенковского района Ставропольского края»
- Медаль «За заслуги перед Ставропольским краем»
- Медаль «Герой труда Ставрополья»
- Благодарность Президента Российской Федерации
- Благодарность Правительства Российской Федерации (16 декабря 2019 года) — за большой вклад в развитие российского парламентаризма и активную законотворческую деятельность[20]
- Почетная грамота Министерства сельского хозяйства Российской Федерации
- Почетная грамота Министерства образования Российской Федерации
- Почетная грамота Губернатора Ставропольского края[21]
- Памятный знак «МПА СНГ. 25 лет» (13 октября 2017 года) — за содействие в деятельности Межпарламентской Ассамблеи и её органов[22]